# Hethel

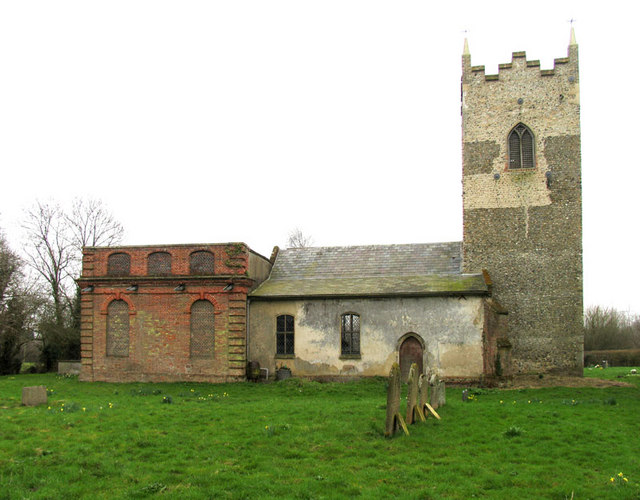
All Saints Church von Hethel

Hethel ist ein kleines Dorf in England in der Nähe von Wymondham, etwa 16 Kilometer südlich von Norwich, Norfolk. Der Ort hat 446 Einwohner (2001).
Hethel ist der Standort der ehemaligen RAF Hethel Airbase, auf der sich heute das Lotus-Werksgelände und die Teststrecke, die Teile der ehemaligen Start- und Landebahn nutzt, befinden.
In Hethel steht der mit über 700 Jahren älteste Weißdornbaum in East Anglia. Der „Hethel Old Thorn“ genannte Baum wächst auf dem Kirchhof des Orts.